# Décret du 2 juin 1960 portant harmonisation des circonscriptions administratives
Le décret du 2 juin 1960 portant harmonisation des circonscriptions administratives crée les circonscriptions d'action régionale en tant que circonscriptions administratives de l'État français de 1960 à 2016. Celles-ci constituent le cadre de droit commun des services déconcentrés de l'État au niveau régional. Initialement au nombre de 21, leur nombre est porté à 27 circonscriptions après ses modifications successives. Le texte est abrogé et remplacé par le décret du 8 décembre 2016 en application de la réforme des régions de 2015.
Le décret a une importance symbolique et pratique dans l'affirmation du fait régional en France et est considéré par certains comme l'acte juridique fondateur de l'administration régionale française .

## Contexte et objectifs
Le décret du 2 juin 1960 est l'aboutissement d'une volonté de l'État de rationaliser le cadre géographique de son action déconcentrée.

### La problématique de la régionalisation des services de l'État dans les années 1950
Avant le décret du 2 juin 1960, la région n'était pas une circonscription administrative de droit commun de l'État. L'idée avait été proposée à plusieurs reprises depuis le début du XXe siècle, mais elle rencontrait une forte opposition de principe, issue de l'héritage de la Révolution française. En effet, les principes d'unité de la nation française et d'indivisibilité de la République avaient conduit au découpage du territoire national en départements en 1790, et s'opposaient à la création de régions, qui étaient assimilées au féodalisme et aux provinces d'Ancien Régime.
Or, les progrès des transports et des échanges économiques nécessitaient d'organiser l'action publique à une échelle plus grande que celle du département. En l'absence de cadre général, de nombreuses administrations avaient organisé leurs services dans des circonscriptions spécialisées pluridépartementales. Le haut fonctionnaire Serge Antoine, alors auditeur à la Cour des comptes et qui a participé à l'élaboration du décret, critique cette situation devenue préoccupante dans les années 1950 : chaque administration ayant procédé à son propre découpage territorial, suivant ses critères propres, il en résultait une organisation confuse et enchevêtrée.

### L'objectif  de la réforme: coordonner la planification économique à l'échelon régional
Dans les années 1950, le gouvernement français mène une politique de planification visant la croissance économique, et une politique d'aménagement du territoire visant le piloter son développement. Dans ce cadre, il adopte le 30 juin 1955 une série de décrets dont l'objectif est de « stimuler la mise en valeur des régions souffrant de sous-emploi eu d'un développement économique insuffisant ». Parmi ces mesures, il crée les programmes d'action régionale, outils de planification visant à coordonner l'action des services de l'État au bénéfice du développement économique. L'arrêté du 23 novembre 1956, pris pour l'application de ce décret, définit les circonscriptions territoriales dans lesquelles les programmes d'action régionale doivent être établis,.
Le décret du 2 juin 1960 est annoncé par celui du 7 janvier 1959 portant harmonisation des circonscriptions administratives de la France métropolitaine en vue de la mise en œuvre des programmes d'action régionale. Son article 3 prévoit que dans l'année à venir, les circonscriptions de toutes les administrations d'État seront harmonisées par décret avec celles qui seront retenues, à l'échelle de plusieurs départements, pour mettre en œuvre les programmes d'action régionale,.
Selon le professeur de droit public Jacques Chevallier, l'objectif plus profond de la création d'un échelon régional est de moderniser la société française. L'État souhaite rompre avec la structure politico-administrative traditionnelle centrée sur le département, accusée de freiner l'expansion économique et l'industrialisation, au profit d'un nouveau cadre d'action régional.
En revanche, le décret du 2 juin 1960 n'a pas d'ambition décentralisatrice. Il n'a pas de lien avec le courant de pensée régionaliste du début du XXe siècle, porté par des partis de droite et d'extrême-droite hostiles à l'État républicain, et ses promoteurs n'imaginent pas soutenir des revendications d'autonomie régionale qu'ils pensent disparues. Le rapport sur la base duquel le décret est édicté témoigne ainsi d'une grande modestie, indiquant qu'« il demeure évidemment entendu que ces vingt et une divisions géographiques du territoire que sont les circonscriptions d’action régionale ne constituent qu’une unité de base commode pour l’action administrative et la mise en valeur du pays et ne saurait être considéré comme de nature […] à porter atteinte aux divisions administratives traditionnelles ».

## Contenu
Le décret n°60-516 du 2 juin 1960 portant harmonisation des circonscriptions administratives est pris en conseil des ministres et après avis du Conseil d'État. Il est publié au Journal officiel de la République française du 3 juin 1960 et prévoit son entrée en vigueur immédiate. Il est contresigné par le Premier ministre et onze ministres. Il comprend quatre articles et deux annexes. 

### L'harmonisation des circonscriptions administratives
Le dispositif principal du décret du 2 juin 1960 est contenu dans l'article 1er, qui prévoit l'harmonisation des périmètres d'action de tous les services de l'État avec ceux des circonscriptions d'action régionale créées par le même décret.
L'organisation retenue n'est pas l'homogénéisation complète des circonscriptions administratives spécialisées. Chaque administration reste en effet libre de territorialiser son action à l'échelle qui lui convient le mieux : si elle doit se déployer sur de grands territoires, ses services peuvent avoir un ressort comprenant plusieurs circonscriptions d'action régionale ; à l'inverse, si elle souhaite agir sur des périmètres plus restreints, elle peut s'organiser en découpant les circonscriptions d'action régionale. En revanche, le décret du 2 juin 1960 interdit que le périmètre d'action d'un service recouvre partiellement plusieurs circonscriptions d'action régionale.
Le décret du 2 juin 1960 tire les conséquences de cette règle en procédant à l'harmonisation des périmètres de 28 administrations, dont les nouvelles circonscriptions sont précisées par l'annexe 2 du décret. De plus, il prévoit que toute création ou modification de circonscriptions administratives devra être réalisée par décret en Conseil d'État après avis du Comité central d'enquête sur le coût et le rendement des services publics, afin d'empêcher les différents ministères de procéder à leur propre découpage de façon autonome.

### La création des circonscriptions d'action régionale
L'annexe I du décret du 2 juin 1960 dresse la liste des 21 circonscriptions d'action régionale.
| Désignation                | Départements                                                                        |
| -------------------------- | ----------------------------------------------------------------------------------- |
| Nord                       | Nord, Pas-de-Calais                                                                 |
| Picardie                   | Aisne, Oise, Somme                                                                  |
| Région parisienne          | Seine, Seine-et-Marne, Seine-et-Oise                                                |
| Centre                     | Cher, Eure-et-Loir, Indre, Indre-et-Loire, Loir-et-Cher, Loiret                     |
| Haute-Normandie            | Eure (département), Seine-Maritime                                                  |
| Basse-Normandie            | Calvados, Manche, Orne                                                              |
| Bretagne                   | Côtes-du-Nord, Finistère, Ille-et-Vilaine, Morbihan                                 |
| Pays de la Loire           | Loire-Atlantique, Maine-et-Loire, Mayenne, Sarthe, Vendée                           |
| Poitou-Charentes           | Charente, Charente-Maritime, Deux-Sèvres, Vienne                                    |
| Limousin                   | Corrèze, Creuse, Haute-Vienne                                                       |
| Aquitaine                  | Dordogne, Gironde, Landes, Lot-et-Garonne, Basses-Pyrénées                          |
| Midi-Pyrénées              | Ariège, Aveyron, Haute-Garonne, Gers, Lot, Hautes-Pyrénées, Tarn, Tarn-et-Garonne   |
| Champagne                  | Ardennes, Aube, Marne, Haute-Marne                                                  |
| Lorraine                   | Meurthe-et-Moselle, Meuse, Moselle, Vosges                                          |
| Alsace                     | Bas-Rhin, Haut-Rhin                                                                 |
| Franche-Comté              | Doubs, Jura, Haute-Saône, Territoire de Belfort                                     |
| Bourgogne                  | Côte-d'Or, Nièvre, Saône-et-Loire, Yonne                                            |
| Auvergne                   | Allier, Cantal, Haute-Loire, Puy-de-Dôme                                            |
| Rhône-Alpes                | Ain, Ardèche, Drôme, Isère, Loire, Rhône, Savoie, Haute-Savoie                      |
| Languedoc                  | Aude, Gard, Hérault, Lozère, Pyrénées-Orientales                                    |
| Provence-Côte d'Azur-Corse | Basses-Alpes, Hautes-Alpes, Alpes-Maritimes, Bouches-du-Rhône, Corse, Var, Vaucluse |

### L'application immédiate de l'harmonisation des circonscriptions à 28 administrations
Le décret met immédiatement en œuvre le principe d'harmonisation des circonscriptions administratives en l'appliquant à vingt-huit administrations. Son annexe II énumère les services concernés, en précisant leurs nouveaux périmètres.
| Ministère                                          | Administration                                                                          |
| -------------------------------------------------- | --------------------------------------------------------------------------------------- |
| Ministère des finances et des affaires économiques | Inspection générale des finances                                                        |
| Ministère des finances et des affaires économiques | Directions régionales de l'Institut national de statistiques et d'études économiques    |
| Ministère des finances et des affaires économiques | Inspection générale de l'économie nationale                                             |
| Ministère des finances et des affaires économiques | Correspondants du Centre national du commerce extérieur                                 |
| Ministère des finances et des affaires économiques | Brigades interdépartementales du Service des enquêtes économiques                       |
| Ministère des travaux publics et des transports    | Régions de navigation aérienne                                                          |
| Ministère des travaux publics et des transports    | Inspection générale des services ordinaires des ponts et chaussées                      |
| Commissariat général au tourisme                   | Comités régionaux de tourisme                                                           |
| Commissariat général au tourisme                   | Régions météorologiques                                                                 |
| Ministère de l'industrie                           | Inspection générale                                                                     |
| Ministère de l'industrie                           | Régions économiques                                                                     |
| Ministère de l'industrie                           | Arrondissements minéralogiques                                                          |
| Ministère de l'industrie                           | Circonscriptions électriques                                                            |
| Ministère de l’agriculture                         | Office national interprofessionnel des céréales                                         |
| Ministère de l’agriculture                         | Inspection des lois sociales en agriculture                                             |
| Ministère de l’agriculture                         | Caisse nationale de crédit agricole                                                     |
| Ministère de l’agriculture                         | Conservations des eaux et forêts                                                        |
| Ministère de l’agriculture                         | Ingénieurs généraux du génie rural et ingénieurs généraux de l'agriculture              |
| Ministère de l’agriculture                         | Ingénieurs généraux des eaux et forêts                                                  |
| Ministère du travail                               | Circonscriptions divisionnaires du travail et de la main-d'œuvre                        |
| Ministère du travail                               | Directions régionales de la sécurité sociale                                            |
| Ministère de la santé publique                     | Inspecteurs divisionnaires de la population et inspecteurs divisionnaires de la santé   |
| Ministère de la construction                       | Urbanistes en chef                                                                      |
| Ministère de la construction                       | Inspection générale                                                                     |
| Ministère de la construction                       | Services techniques mis à la disposition de plusieurs directions départementales        |
| Ministère des anciens combattants                  | Directions interdépartementales des anciens combattants                                 |
| Ministère des anciens combattants                  | Centres d'appareillage                                                                  |
| Ministère des postes et télécommunications         | Directeurs régionaux de services postaux et directeurs régionaux des télécommunications |

## Le décret du 2 juin 1960, un texte fondateur de la régionalisation en France
Bien que son ambition initiale soit limitée à l'amélioration de l'efficacité administrative, le décret du 2 juin 1960 est l'un des textes fondateurs de la régionalisation en France. Il est le premier à définir clairement le périmètre régional dans le droit positif. Il reste en vigueur à travers les étapes successives de la décentralisation, et constitue un point d'appui des réformes de 1972 et 1982, qui s'appuient sur les circonscriptions d'action régionale pour instituer les régions en tant qu'établissements publics puis en tant que collectivités décentralisées. Par ailleurs, le décret est modifié à plusieurs reprises pour tenir compte des évolutions de l'organisation territoriale de la France.

### Séparation de la Provence-Côte d'Azur et de la Corse de 1970
Le décret du 9 janvier 1970 modifiant le décret n° 60-516 du 2 juin 1960 portant harmonisation des circonscriptions administratives modifie la liste des circonscriptions d'action régionale à compter du 11 janvier 1970, pour séparer d'une part la Provence-Côte d'Azur, comprenant les départements des Basses-Alpes, des Hautes-Alpes, des Alpes-Maritimes, des Bouches-du-Rhône, du Var et du Vaucluse, et d'autre part la Corse, comprenant l'unique département du même nom.
Ensuite, lors de la bidépartementalisation de la Corse, le décret 31 décembre 1975 modifie le décret du 2 juin 1960 pour préciser que la région de Corse comprend les deux nouveaux départements de Corse-du-Sud et de Haute-Corse.

### Des circonscriptions d'action régionale aux régions décentralisées: les réformes de 1972 et 1982
Le processus de création des régions en tant qu'entités décentralisées, initié en 1972 et abouti en 1982, s'appuie sur les circonscriptions d'action régionale créées par le décret du 2 juin 1960.
En 1972, l'évolution de l'organisation des régions françaises prend appui sur les limites territoriales définies par le décret du 2 juin 1960. Le processus d'émergence des régions françaises connaît une importante avancée avec la création des établissements publics régionaux par la loi du 5 juillet 1972 portant création et organisation des régions : les régions ne sont pas érigées en collectivités territoriales, mais elles acquièrent la personnalité juridique et des institutions propres auxquelles participent les élus locaux. Pour la définition des périmètres des régions, l'article 1er de la loi prévoit qu'elles sont instituées dans les circonscriptions d'action régionale, qui sont celles du décret du 2 juin 1960.
Inversement, la réforme des régions de 1972 conduit à étendre les circonscriptions d'action régionale aux départements d'outre-mer. En effet, la loi du 5 juillet 1972 s'applique aux départements d'outre-mer, où sont également créés des établissements publics régionaux, alors que le décret du 2 juin 1960 n'y avait pas institué de circonscriptions d'action régionale. Le décret du 22 septembre 1972 précise que ces circonscriptions peuvent être créées dans les départements d'outre-mer, suivant la même procédure que pour les circonscriptions métropolitaines,.
En 1982, les périmètres régionaux définis par le décret du 2 juin 1960 sont maintenus par les lois de décentralisation. La loi du 2 mars 1982 relative aux droits et libertés des communes, des départements et des régions crée les régions en tant que collectivités territoriales de plein exercice, dans les limites précédemment reconnues aux établissements publics régionaux.

### Création des circonscriptions d'action régionale d'outre-mer en 1973
Suivant la loi du 5 juillet 1972 et le décret du 22 septembre 1972, des circonscriptions d'action régionale sont créées chacun des quatre départements d'outre-mer.
Juridiquement, le précédent de la Corse en 1970 admettait la création d'une circonscription régionale monodépartementale, bien que la Corse ait ensuite été divisée en deux départements. La loi du 5 juillet 1972 permettait ainsi qu'un établissement public régional soit créé sur le périmètre d'un seul département.
Politiquement, la question s'est posée de regrouper les départements d'outre mer en une seule grande région Antilles-Guyane. Selon la mission d'information du Sénat de février 1975, la Guyane ne souhaitait pas être regroupée avec les Antilles du fait de son éloignement géographique et de ses spécificités. Au sein des Antilles, la Guadeloupe s'opposait à être réunie à la Martinique car elle défendait son particularisme et des intérêts divergents de deux de cette dernière.
Par conséquent, les décrets n° 73-232, 73-233 et 73-234 du 2 mars 1973, et le décret n° 73-918 du 25 septembre 1973 modifient le décret du 2 juin 1960 pour créer des circonscriptions d'action régionale respectivement dans les départements de la Guadeloupe, de la Martinique, de la Réunion et de la Guyane, portant le nombre total de régions administratives de 22 à 26,,,.

### Redécoupage des régions de 2015
Dans le sens inverse de celui qui avait prévalu en 1972, c'est en 2015 l'évolution des périmètres des régions en tant que collectivités décentralisées qui engendre l'évolution des circonscriptions d'action régionale.
En effet, la loi relative à la délimitation des régions, aux élections régionales et départementales et modifiant le calendrier électoral de 2015 procède au redécoupage des régions, dont le nombre passe de 27 à 18. Le gouvernement décline l'évolution des limites des collectivités territoriales régionales dans l'évolution de ses circonscriptions d'action régionale : les périmètres des services de l'État sont redéfinis par décret du 31 juillet 2015, modifiant l'annexe I du décret du 2 juin 1960, en reprenant ceux des régions fusionnées. Les nouveaux périmètres entrent en vigueur du 1er janvier 2016,.
Cette mise à jour de la liste du décret du 2 juin 1960 témoigne à nouveau du caractère fondateur qui lui est reconnue a posteriori.

## Le décret du 2 juin 1960, une étape dans la difficile déconcentration des services de l'État
Alors que le décret du 2 juin 1960 est devenu un texte fondateur de la décentralisation régionale, qui n'était pas son ambition initiale, il n'a en revanche que partiellement atteint son objectif de mieux coordonner les actions des administrations déconcentrées de l'État.

### L'harmonisation inachevée en 1960
Le décret du 2 juin 1960 procède à l'harmonisation des périmètres de 28 administrations ; cependant, plusieurs administrations importantes restent en dehors de la réforme :
- les circonscriptions judiciaires ;
- les circonscriptions militaires ;
- les circonscriptions des tribunaux administratifs ;
- les circonscriptions universitaires ;
- les circonscriptions de l'enseignement agricole ;
- les directions régionales des impôts[b 1].

En juillet 1960, le Rapport sur les obstacles à l'expansion économique remis au Premier ministre par le comité Rueff-Armand rappelle le constat d'incohérence entre les différents découpages régionaux des administrations qui a conduit à l'édiction du décret du 2 juin 1960, et juge que celui-ci n'a que partiellement atteint son objectif. Il estime que la réorganisation des périmètres des cours d'appel et des universités serait pertinente, tout en concédant que le problème est complexe. Il préconise « de poursuivre activement le regroupement ou, à défaut, l'harmonisation des circonscriptions des services régionaux sur la base des régions de programme ».

### La procédure d'harmonisation des circonscriptions administratives et ses évolutions
Le décret du 2 juin 1960 reconnaît lui-même que l'harmonisation des circonscriptions administratives n'est pas exhaustive. Son article 2 du décret du 2 juin 1960 définit la procédure de création ou de modification des circonscriptions administratives de toutes les administrations de l'État, en précisant qu'elle s'applique également à celles qui ne sont pas couvertes par ses annexes, et donc qui n'ont pas été harmonisées. En 1960, cette procédure est volontairement lourde, exigeant un décret en Conseil d'État après avis du comité central d'enquête sur le coût et le rendement des services publics, afin d'imposer le principe d'harmonisation en retirant aux différents ministères le pouvoir de définir leur propre découpage territorial.
Le décret du 24 août 1966 étend ces dispositions à l'organisation des établissements publics de l'État.
Cette procédure est modifiée en 1982, dans le cadre de la relance de la déconcentration qui accompagne les lois de décentralisation portées par le gouvernement Mauroy. L'organisation territoriale de l'État est réformée par le du 10 mai 1982 relatif aux pouvoirs des commissaires de la République. Parmi ses principales innovations, un Comité interministériel de l'administration territoriale (CIATER) est créé et chargé, sous l'autorité du Premier Ministre, de délibérer sur « l'organisation de l’administration à ses différents échelons et d'élaborer la politique gouvernementale en la matière ». Un deuxième texte, pris le 27 septembre 1982, modifie en conséquence la procédure d'harmonisation du décret du 2 juin 1960 : les circonscriptions administratives peuvent être créées ou modifiées par décret, toujours pris en Conseil d'État, mais désormais après avis du CIATER en lieu et place du comité d'enquête.
En 1995, la procédure est à nouveau ajustée dans le cadre de la réforme de l'État promue par le gouvernement Juppé. Celui-ci crée un comité interministériel pour la réforme de l'État (CIRE), dont la mission est de clarifier les missions de l'État et de rationaliser son organisation, et supprime le CIATER. Les attributions du CIATER sont en parties reprises par le CIRE, mais pas celle de rendre un avis sur les projets d'évolution des circonscriptions administratives de l'État, qui disparaît du décret du 2 juin 1960.

### Une absence de réponse au problème des structures administratives de l'État au niveau régional
Le décret du 2 juin 1960 définit un nouveau périmètre d'action administrative, mais il ne l'accompagne pas d'une évolution des structures de décision. Les circonscriptions d'action régionale ne sont dotées d'aucune administration ; seules des conférences interdépartementales sont mises en place par une circulaire du 20 juin 1960. Le haut fonctionnaire Serge Antoine, un des acteurs de la réforme, estime qu'elle reste inachevée. Le Rapport sur les obstacles à l'expansion économique du comité Rueff-Armand identifie l'absence de coordination au niveau régional comme une difficulté majeure et non résolue par le décret du 2 juin 1960. Il préconise « de désigner rapidement les autorités administratives chargées d'animer les régions de programme » et « de définir le rattachement administratif de ces autorités au niveau du pouvoir central ».
Le décret du 14 mars 1964 va dans le sens de la structuration d'une administration régionale de l'État : il institue le préfet de région, dont la mission est de « mettre en œuvre la politique du Gouvernement concernant le développement économique et l'aménagement du territoire de sa circonscription ».

### Des résultats à long terme limités
En 1992, la loi relative à l'administration territoriale de la République consacre la circonscription régionale est, avec la circonscription départementale et la circonscription d'arrondissement, comme l'un des trois échelons de droit commun de l'action de l'État définis par son article 4.
Les différents services déconcentrés de l'État continuent néanmoins d'intervenir dans des cadres géographiques divers, suivant une organisation qui leur est propre. En 2003, le rapport de la Cour des comptes sur la déconcentration des administrations et la réforme de l'État souligne l'« extrême hétérogénéité » des services déconcentrés de l'État, dont la diversité est caractérisée par leur histoire, leur mode d'organisation territoriale et leur structure juridique. Ainsi, les ministères disposent de réseaux territoriaux à différents échelons (suprarégional, régional, interdépartemental ou départemental) sans qu'un choix clair et cohérent ne soit effectué. De plus, leur organisation est dépourvue de cadre réglementaire et parfois réalisée de façon informelle, par simple circulaire.

## Abrogation
En 2015, la loi relative à la délimitation des régions, aux élections régionales et départementales et modifiant le calendrier électoral procède au redécoupage des régions, dont le nombre passe de 27 à 18. Sept décrets d'application du 28 septembre 2016 fixent le nom et le chef-lieu des nouvelles collectivités territoriales créées par la loi. Le décret n° 2016-1689 du 8 décembre 2016 transpose ces évolutions dans la carte des circonscriptions administratives régionales de l'État, qui reprennent les mêmes noms, périmètres et chefs-lieux. Il abroge ainsi le décret du 2 juin 1960 portant harmonisation des circonscriptions administratives dont il remplace les dispositions,.

### Lois et règlements
1. ↑  (fr) Décret n° 55-873 du 30 juin 1955 relatif à l'établissement de programmes d'action régionale, JORF du 2 juillet 1955.
2. ↑  (fr) Arrêté du 23 novembre 1956 définissant le cadre des programmes d'action régionale, JORF du 6 décembre 1956.
3. ↑  (fr) Décret n° 59-171 du 7 janvier 1959 portant harmonisation des circonscriptions administratives de la France métropolitaine en vue de la mise en œuvre des programmes d'action régionale, JORF du 11 janvier 1959.
4. 1 2 3  (fr) Décret n°60-516 du 2 juin 1960 portant harmonisation des circonscriptions administratives, JORF du 3 juin 1960.
5. ↑  (fr) Décret n°70-18 du 9 janvier 1970 modifiant le décret n° 60-516 du 2 juin 1960 portant harmonisation des circonscriptions administratives, JORF du 10 janvier 1970.
6. ↑  Décret n° 75-1356 du 31 décembre 1975 modifiant le décret n° 60-516 du 2 juin 1960 portant harmonisation des circonscriptions administratives, JORF du 6 janvier 1976.
7. ↑  (fr) Loi n° 72-619 du 5 juillet 1972 portant création et organisation des régions, JORF du 9 juillet 1972.
8. ↑  (fr) Décret n° 72-862 du 22 septembre 1972 étendant aux départements d'outre-mer les dispositions relatives à la création de circonscriptions d'action régionale, JORF du 24 septembre 1972.
9. ↑  (fr) Loi n° 82-213 du 2 mars 1982 relative aux droits et libertés des communes, des départements et des régions, JORF du 3 mars 1982.
10. ↑  (fr) Décret n° 73-232 du 2 mars 1973 modifiant le décret n° 60-516 du 2 juin 1960 portant harmonisation des circonscriptions administratives, JORF du 7 mars 1973.
11. ↑  (fr) Décret n° 73-233 du 2 mars 1973 modifiant le décret n° 60-516 du 2 juin 1960 portant harmonisation des circonscriptions administratives, JORF du 7 mars 1973.
12. ↑  (fr) Décret n° 73-234 du 2 mars 1973 modifiant le décret n° 60-516 du 2 juin 1960 portant harmonisation des circonscriptions administratives, JORF du 7 mars 1973.
13. ↑  (fr) Décret n° 73-918 du 25 septembre 1973 modifiant le décret n° 60-516 du 2 juin 1960 portant harmonisation des circonscriptions administratives, JORF du 27 septembre 1973.
14. ↑  (fr) Décret n° 2015-969 du 31 juillet 2015 modifiant le décret n° 60-516 du 2 juin 1960 portant harmonisation des circonscriptions administratives, JORF n°0179 du 5 août 2015.
15. ↑  (fr) Décret n° 66-639 du 24 août 1966 modifiant le décret n° 60-516 du 2 juin 1960 portant harmonisation des circonscriptions administratives, JORF du 30 août 1966.
16. ↑  (fr) Décret n°82-389 du 10 mai 1982 relatif aux pouvoirs des commissaires de la République et à l'action des services et organismes publics de l'État dans les départements, JORF du 11 mai 1982.
17. ↑  (fr) Décret n° 82-823 du 27 septembre 1982 modifiant le décret n° 60-516 du 2 juin 1960 portant harmonisation des circonscriptions administratives, JORF du 11 mai 1982.
18. ↑  (fr) Décret no 95-1007 du 13 septembre 1995 relatif au comité interministériel pour la réforme de l'État et au Commissariat à la réforme de l'État, JORF n°214 du 14 septembre 1995.
19. ↑  (fr) Décret n°64-251 du 14 mars 1964 relatif à l'organisation des services de l'État dans les circonscriptions d'action régionale, JORF du 20 mars 1964.
20. ↑  (fr) Loi n° 92-125 du 6 février 1992 relative à l'administration territoriale de la République, JORF n°33 du 8 février 1992.
21. ↑  (fr) Décret n° 2016-1689 du 8 décembre 2016 fixant le nom, la composition et le chef-lieu des circonscriptions administratives régionales, JORF n°0286 du 9 décembre 2016.

### Publications administratives, doctrine et presse
1. 1 2 3 4 5 6 7 8  (fr) ANTOINE, Serge. « Les régions de programme et la géographie administrative française », La Revue Administrative, vol. 13, no. 76, 1960, pp. 357–62.
2. 1 2  (fr) Jacques Chevallier, « La réforme régionale », in CHEVALLIER Jacques, RANGEON François et SELLIER Michèle, Le Pouvoir régional, coll. GRAL du Centre universitaire de recherche administrative et politique de Picardie, P.U.F., 1982.
3. 1 2  (fr) DELAUNAY Bénédicte, MONTEILS Jean-François, ROUBAN Luc et al., « Chronique de l’administration », Revue française d'administration publique, 2015/3 (N° 155), p. 793-821. DOI : 10.3917/rfap.155.0793.
4. ↑  (fr) Projet de loi relatif à la délimitation des régions, aux élections régionales et départementales et modifiant le calendrier électoral, enregistré à la Présidence du Sénat le 18 juin 2014.
5. 1 2 3  (fr) Rapport d'information fait au nom de la Commission des lois constitutionnelles, de la législation, du suffrage universel, du règlement et d'administration générale, à la suite de la mission effectuée du 6 au 23 février 1975 par une délégation de la Commission chargée d'étudier les problèmes d'administration générale dans les départements de la Guadeloupe, de la Martinique et de la Guyane), Sénat, 13 février 1976, pp. 56-60.
6. ↑  (fr) « La réforme territoriale aura un impact modéré sur les fonctionnaires de l’État », La Croix, 1er août 2015.
7. 1 2  (fr) Les obstacles à l'expansion économique : rapport présenté par le Comité institué par décret n°59-1284 du 13 novembre 1959, 21 juillet 1960.
8. ↑  (fr) Mény Yves, Dressayre Philippe, Henry-Meininger Marie-Christine, « Le point sur : Les réformes des collectivités locales et de l’administration territoriale », in Revue française d'administration publique, N°23, 1982. pp. 137-143.
9. ↑  (fr) Bechtel Marie-Françoise, Chauvin Francis, Henry-Meininger Marie-Christine, Rihal Hervé. « Au jour le jour », in Revue française d'administration publique, N°76, 1995, pp. 685-696.
10. ↑  (fr) La déconcentration des administrations et la réforme de l'État, novembre 2003.
11. ↑  (fr) « Nom, composition et chef-lieu des circonscriptions administratives régionales », La Gazette des communes, 9 décembre 2016.
12. ↑  (fr) « Administration territoriale de l'Etat - Un décret vient clore la réorganisation de "l'Etat régional" », Localtis, 12 décembre 2016.